# Клечинский, Богдан

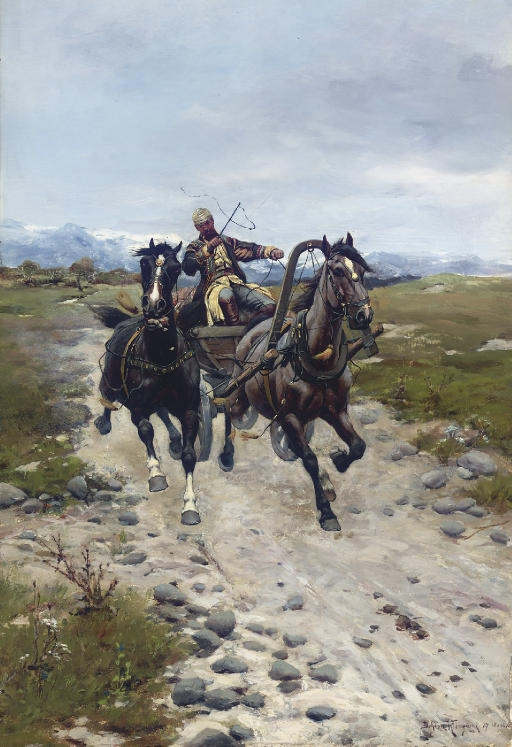
На паре коней по полю. 1887 г.

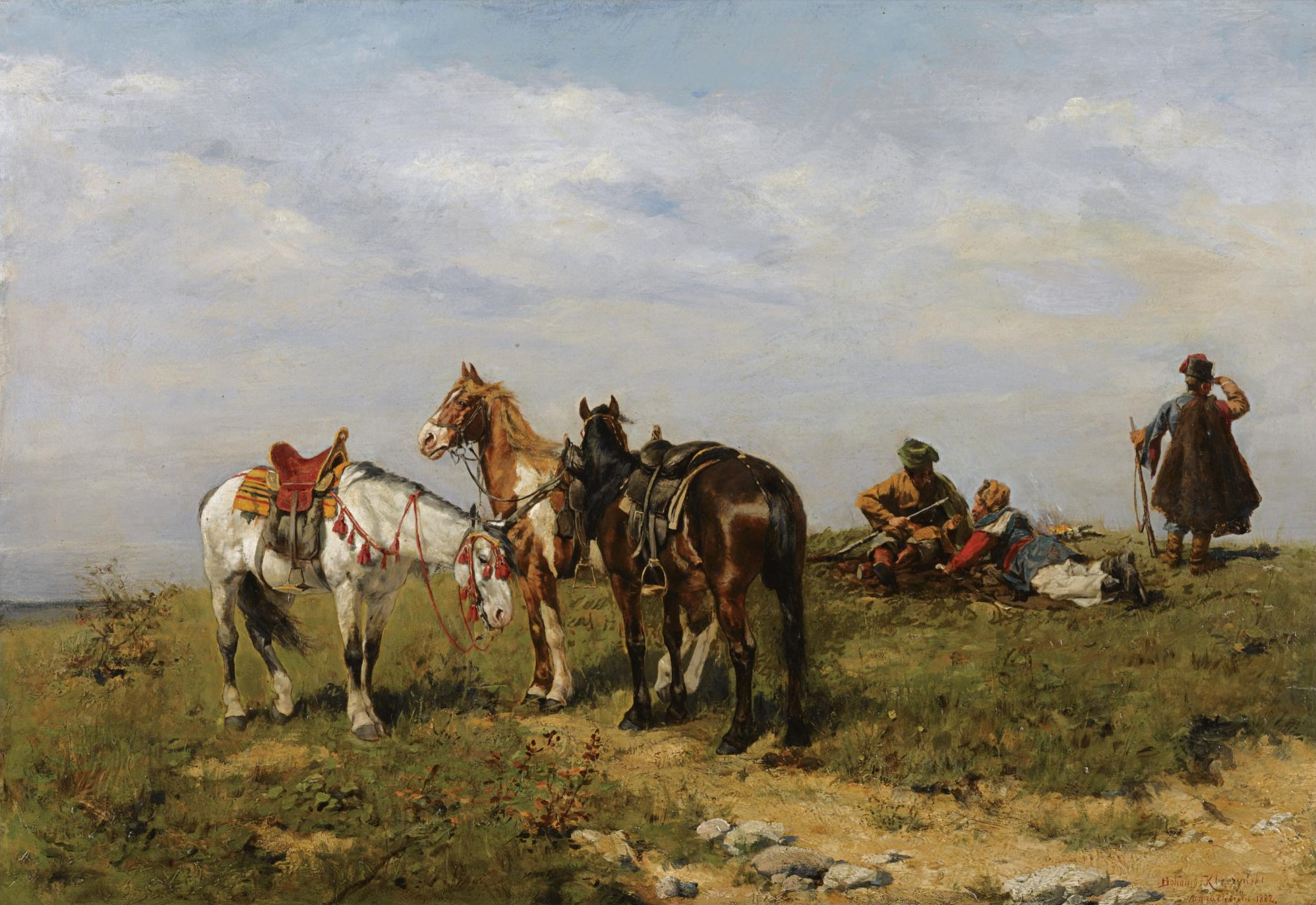
Отдыхающие казаки. 1882 г.

Бо́гдан Клечи́нский (пол. Bohdan Kleczyński, 1851—1916) — польский живописец.

## Биография
После учёбы в школах Одессы и Кракова, изучал экономику в Гейдельбергском университете. Искусство живописи начал изучать в Школе рисования в Варшаве под руководством Войцеха Герсона. В 1880 году непродолжительное время учился во Флоренции, в ноябре того же года Клечинский поступил в Академию художеств в Мюнхене. Брал также частные уроки в школе у Юзефа Брандта.
В 1888 году художник вернулся на родину и стал работать управителем имений, в 1889 году в одном из поместий Подолии, занимался коневодством. В 1918 году он переехал в Краков.

## Творчество

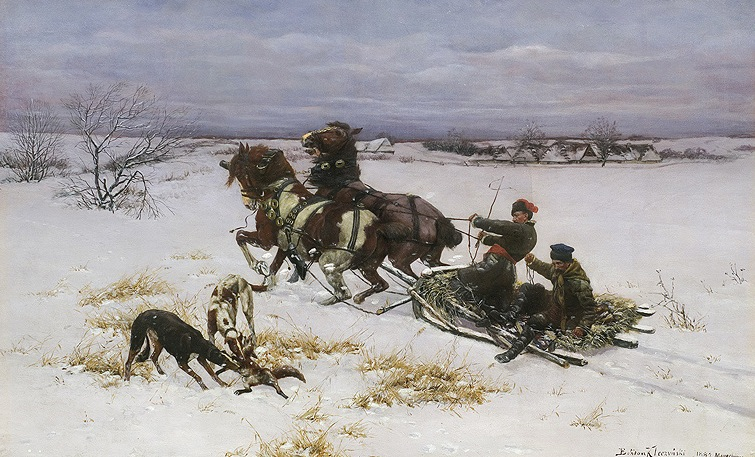
Охота на лису с борзыми. 1884 г.

Богдан Клечинский — автор полотен, в которых он воспел природу Украины, писал, в основном, жанровые сцены из жизни малороссийских сел и деревень, степи Украины. Сюжетами его картин были красочные сцены охоты, всадников, катание на санях, нападения волчьих стай и др.
Популярной повторяющейся темой картин Б. Клечинского были лошади, которых художник «изучил досконально». Кроме того, Клечинский — талантливый пейзажист. В его творчестве, сформировавшимся в ходе обучения у Ю. Брандта, можно найти влияние Юлиуша Коссака, Альфреда Ковальского-Веруша и Юзефа Хелмоньского.
В 1888 году художник принял участие в юбилейной выставке в Мюнхене, свои работы также направлял на польские национальные выставки в Варшаве и Кракове (1881, 1883). Его картины пользовались большим успехом, были проданы в США и Англию.
Сегодня известны картины Б. Клечинского только мюнхенского периода. Картины более позднего периода, созданные на Украине, в большинстве своём, утеряны во время первой мировой войны.

## Избранные картины
- «Перед корчмой»,
- «У колодца»,
- «Почуяли волка»,
- «Четверка»,
- «На страже»,
- «Выездка коня»